# Elitserien 1980/81
Die Elitserien-Saison 1980/81 war die sechste Spielzeit der schwedischen Elitserien. Schwedischer Meister wurde zum ersten Mal in der Vereinsgeschichte der Färjestad BK, während der Aufsteiger Södertälje SK direkt wieder in die zweite Liga abstieg. 

## Reguläre Saison

### Modus
Die zehn Mannschaften der Elitserien spielten zunächst in 36 Saisonspielen gegeneinander. Während sich die ersten vier Mannschaften für die Play-offs qualifizierten, stieg der Letztplatzierte direkt in die Division I ab und der Vorletzte musste in der Kvalserien um den Klassenerhalt gegen die besten Zweitligisten antreten. Für einen Sieg erhielt jede Mannschaft zwei Punkte, bei einem Unentschieden gab es ein Punkt und bei einer Niederlage null Punkte. 

### Abschlusstabelle
|     | Klub               | Sp | S  | U | N  | T   | GT  | Punkte |
| --- | ------------------ | -- | -- | - | -- | --- | --- | ------ |
| 1.  | Skellefteå AIK     | 36 | 22 | 5 | 9  | 166 | 128 | 49     |
| 2.  | AIK Solna          | 36 | 21 | 7 | 8  | 156 | 119 | 49     |
| 3.  | Färjestad BK       | 36 | 17 | 6 | 13 | 155 | 120 | 40     |
| 4.  | Västra Frölunda IF | 36 | 18 | 4 | 14 | 149 | 146 | 40     |
| 5.  | IF Björklöven      | 36 | 17 | 5 | 14 | 139 | 123 | 39     |
| 6.  | Djurgårdens IF     | 36 | 15 | 2 | 19 | 141 | 142 | 32     |
| 7   | Brynäs IF          | 36 | 13 | 6 | 17 | 130 | 146 | 32     |
| 8.  | MoDo AIK           | 36 | 12 | 3 | 21 | 137 | 163 | 27     |
| 9.  | Leksands IF        | 36 | 10 | 7 | 19 | 124 | 160 | 27     |
| 10. | Södertälje SK      | 36 | 10 | 5 | 21 | 132 | 189 | 25     |

Sp = Spiele, S = Siege, U = unentschieden, N = Niederlagen, OTS = Overtime-Siege, OTN = Overtime-Niederlage, SOS = Penalty-Siege, SON = Penalty-Niederlage

### Topscorer
Abkürzungen: T = Tore, A = Assists, P = Punkte
|     | Spieler            | Team       | T  | A  | P  |
| --- | ------------------ | ---------- | -- | -- | -- |
| 1.  | Mats Näslund       | Brynäs     | 17 | 25 | 42 |
| 2.  | Thomas Steen       | Färjestad  | 16 | 23 | 39 |
| 3.  | Tore Ökvist        | Björklöven | 23 | 14 | 37 |
| 4.  | Roland Stoltz      | Skellefteå | 18 | 19 | 37 |
| 5.  | Erkki Laine        | Leksand    | 30 | 6  | 36 |
| 6.  | Glenn Johansson    | Södertälje | 19 | 17 | 36 |
| 7.  | Thomas Rundqvist   | Färjestad  | 15 | 19 | 34 |
| 8.  | Thomas Hedin       | Skellefteå | 18 | 15 | 33 |
| 9.  | Lars-Erik Ericsson | AIK        | 19 | 13 | 32 |
| 10. | Göran Lindblom     | Skellefteå | 14 | 17 | 31 |

## Play-offs
Die Halbfinale wurde im Modus „Best-of-Three“, das Finale im Modus „Best-of-Five“ ausgetragen.

### Turnierbaum
|  | Halbfinale | Halbfinale         | Halbfinale |  |  | Finale | Finale       | Finale |
|  |            |                    |            |  |  |        |              |        |
|  |            |                    |            |  |  |        |              |        |
|  | 1          | Skellefteå AIK     | 1          |  |  |        |              |        |
|  | 3          | Färjestad BK       | 2          |  |  |        |              |        |
|  |            |                    |            |  |  | 3      | Färjestad BK | 3      |
|  |            |                    |            |  |  | 2      | AIK Solna    | 1      |
|  | 2          | AIK Solna          | 2          |  |  |        |              |        |
|  | 4          | Västra Frölunda IF | 0          |  |  |        |              |        |
|  |            |                    |            |  |  |        |              |        |

### Topscorer
Abkürzungen: T = Tore, A = Assists, P = Punkte
|    | Spieler          | Team      | T | A | P |
| -- | ---------------- | --------- | - | - | - |
| 1. | Håkan Loob       | Färjestad | 5 | 3 | 8 |
| 2. | Robin Eriksson   | Färjestad | 2 | 6 | 8 |
| 3. | Thomas Steen     | Färjestad | 4 | 2 | 6 |
| 4. | Jan Ingman       | Färjestad | 5 | 0 | 5 |
| 5. | Anders Håkansson | AIK       | 4 | 1 | 5 |

### Schwedischer Meister
| Schwedischer Meister Färjestad BK | Torhüter: Håkan Hermansson, Hannu Lassila Verteidiger: Peter Loob, Tommy Möller, Lars-Göran Nilsson, Håkan Nordin, Jörgen Palm, Hans-Åke Rosendahl, Tommy Samuelsson, Lars Zetterström Angreifer: Robin Eriksson, Jan Ingman, Gunnar Johansson, Håkan Loob, Harald Lückner, Dan Mohlin, Thomas Rundqvist, Claes-Henrik Silfver, Thomas Steen, Jan Vestberg Cheftrainer: Conny Evensson |

## All-Star-Team
| Tor          | Peter Lindmark (Timrå)      | Peter Lindmark (Timrå)      | Peter Lindmark (Timrå)      | Peter Lindmark (Timrå)   | Peter Lindmark (Timrå) | Peter Lindmark (Timrå) |
| Verteidigung | Peter Helander (Skellefteå) | Peter Helander (Skellefteå) | Peter Helander (Skellefteå) | Stig Östling (Brynäs)    | Stig Östling (Brynäs)  | Stig Östling (Brynäs)  |
| Sturm        | Anders Håkansson (AIK)      | Anders Håkansson (AIK)      | Thomas Steen (Färjestad)    | Thomas Steen (Färjestad) | Mats Näslund (Brynäs)  | Mats Näslund (Brynäs)  |

## Auszeichnungen
- Guldpucken (bester schwedischer Spieler) – Peter Lindmark, Timrå IK
- Bester Torjäger – Erkki Laine, Leksands IF